# Матч всех звёзд НБА 2009
Матч всех звёзд НБА 2009 года (англ. 2009 NBA All-Star Game) — показательная баскетбольная игра, прошедшая 15 февраля 2009 года в Финиксе, штат Аризона, США, на домашней арене клуба «Финикс Санз» — «ЮС Эйрвейс-центр». Эта игра стала 58-м ежегодным матчем всех звёзд в истории Национальной баскетбольной ассоциации и третьим матчем всех звёзд, проходившим в Финиксе 1975 и 1995 годов. 8 ноября 2007 года Финикс был объявлен местом проведения звёздного уикенда комиссионером НБА Дэвидом Стерном. Помимо Финикса на право проведения матча в 2009 году претендовали «Эйр Канада-центр» в Торонто, «Медисон-сквер-гарден» в Нью-Йорке, «Оракл-арена» в Окленде и «Брэдли-центр» в Милуоки.
В пятницу, 13 февраля, начались мероприятия, проходящие в рамках Звездного уикенда. В этот день состоялись матч с участием знаменитостей и матч новичков против второгодок, в котором участвовали лучшие новички лиги и игроки, проводящие второй сезон в ассоциации. В субботу прошёл звёздный конкурс бросков, конкурс умений, конкурс по трёхочковым броскам, конкурс по броскам сверху и первый в истории конкурс НБА H-O-R-S-E. В рамках звёздного уикенда также прошёл третий в истории матч всех звёзд Д-Лиги (в субботу) и конкурсы среди игроков Лиги развития НБА (в пятницу).
В матче всех звёзд НБА команда Западной конференции одержала победу над командой Восточной конференции со счётом 146—119. Титул самого ценного игрока матча поделили Коби Брайант и Шакил О’Нил. В матче новичков против второгодок победили второгодки, а самым ценным игроком был назван Кевин Дюрант. Победителем конкурса по броскам сверху во второй раз стал Нэйт Робинсон, а Декуан Кук и Деррик Роуз стали победителями конкурсов по трёхочковым броскам и умений соответственно. Команда Детройта завоевала вторую победу в звёздном конкурсе бросков, победив команду Финикса в финальном раунде. Кевин Дюрант также стал победителем конкурса H-O-R-S-E.

## Матч всех звёзд

### Тренеры
Тренерами на матче всех звёзд НБА выбираются наставники, чьи команды имеют самый большой процент побед в каждой конференции исходя из статистики за 2 недели до игры. Однако, правило НБА гласит, что тренер, который уже руководил командой звёзд в прошлом году, не может быть выбран в этом году, даже если у его клуба лучший процент побед в своей конференции. Поэтому, Байрон Скотт и Док Риверс не могли быть выбраны, так как руководили командами на прошлом матче всех звёзд..
Наставником команды Западной конференции стал главный тренер «Лос-Анджелес Лейкерс» Фил Джексон. Для Джексона этот выбор стал четвёртым в карьере. До этого он уже руководил сборными всех звёзд: 1992, 1996 и 2000 годов. Под его руководством в текущем сезоне «Лейкерс» выиграли 42 раза в 52 матчах, что являлось лучшим соотношением побед к поражениям не только в Западной конференции, но и во всей лиге.
Команду Восточной конференции возглавил главный тренер «Кливленд Кавальерс» Майк Браун. Для Брауна этот выбор стал первым в его карьере, а для его клуба вторым в истории. До этого в 1989 году Ленни Уилкенс выбирался для участия в матче всех звёзд. В текущем сезоне «Кливленд» одержал 40 побед и 11 раз проиграл, что являлось вторым результатом на Востоке после «Бостон Селтикс».

### Игроки

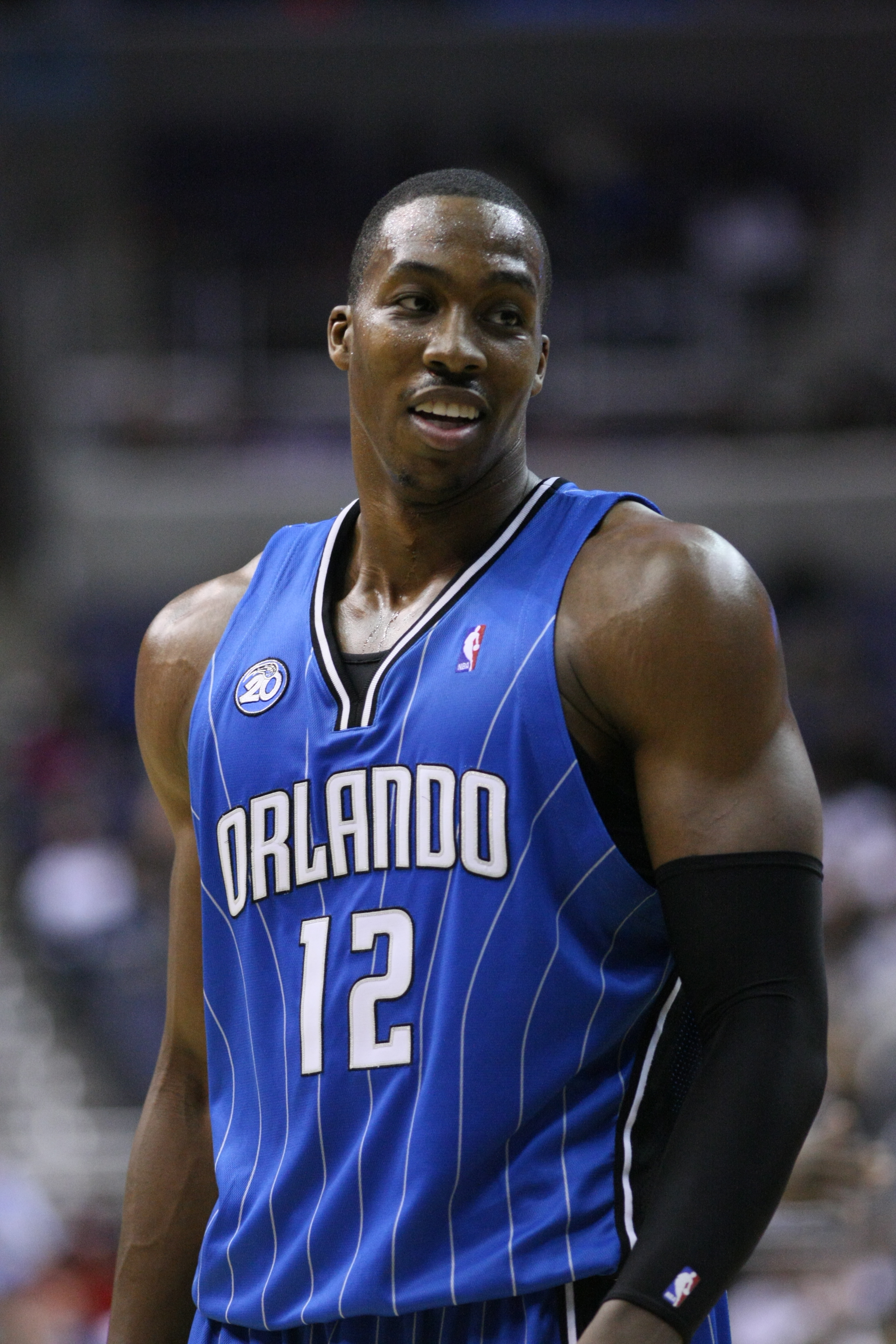
Дуайт Ховард установил рекорд по количеству набранных голосов.

Состав команд определялся двумя способами. Как и в предыдущие годы стартовые пятёрки команд набираются путём голосования болельщиков. Два защитника, два форварда и один центровой, набравшие максимальное количество голосов, входят в стартовый состав команд на матч всех звёзд. Запасные игроки определяются голосованием среди главных тренеров команд соответствующей конференции. Тренер не имеет право голосовать за игроков своей команды. Запасные игроки команды состоят из: 2 форвардов, 2 защитников, центрового и двух игроков вне зависимости от амплуа. При травме игрока замену ему определяет комиссар НБА.
Дуайт Ховард из «Орландо Мэджик» победил в голосовании среди болельщиков с результатом в 3 150 181 голосов, что позволило ему завоевать место в стартовом составе команды Востока. Ховард стал первым игроком в истории, набравшим более 3 млн голосов болельщиков. Остальными игроками стартового состава стали: Леброн Джеймс, Дуэйн Уэйд, Кевин Гарнетт и Аллен Айверсон. Запасными игроками были: Дэнни Грэнджер, Девин Харрис, Джамир Нельсон и Мо Уильямс, который заменил травмированного Криса Боша. Джамир Нельсон не смог участвовать в матче из-за травмы и его заменил Рэй Аллен. Наибольшее представительство в команде Востока имели команды «Селтикс» и «Мэджик» — по 3 игрока.
Коби Брайант стал лидером голосования Западной конференции с результатом — 2 805 397 голосов. Остальные места в стартовом составе заняли: Яо Мин, Тим Данкан, Амаре Стадемайр и Крис Пол. Запасными игроками стали Тони Паркер, Чонси Биллапс, Брэндон Рой, Дэвид Уэст, Дирк Новицки, Пау Газоль и Шакил О’Нил. Таким образом в составе команды Запада было 5 иностранцев: Яо Мин (Китай), Данкан (Американские Виргинские острова), Газоль (Испания), Новицки (Германия) и Паркер (Франция). В состав участников матча вернулся Шакил О’Нил, для которого этот матч стал 15-м в карьере (Второй показатель в истории НБА. Больше в матчах всех звёзд участвовал только Карим Абдул-Джаббар — 19 раз).

### Составы
| Поз.              | Игрок             | Команда                 | Уч.               | Всего голосов     |
| Стартовая пятёрка | Стартовая пятёрка | Стартовая пятёрка       | Стартовая пятёрка | Стартовая пятёрка |
| ----------------- | ----------------- | ----------------------- | ----------------- | ----------------- |
| РЗ                | Крис Пол          | Нью-Орлеан Хорнетс      | 2                 | 2 134 798         |
| АЗ                | Коби Брайант      | Лос-Анджелес Лэйкерс    | 11                | 2 805 397         |
| ЛФ                | Амаре Стадемайр   | Финикс Санз             | 4                 | 1 460 429         |
| ТФ                | Тим Данкан        | Сан-Антонио Спёрс       | 11                | 2 578 168         |
| Ц                 | Яо Мин            | Хьюстон Рокетс          | 7                 | 2 532 958         |
| Резервисты        |                   |                         |                   |                   |
| РЗ                | Тони Паркер       | Сан-Антонио Спёрс       | 3                 | —                 |
| РЗ                | Чонси Биллапс     | Денвер Наггетс          | 4                 | —                 |
| АЗ                | Брэндон Рой       | Портленд Трэйл Блэйзерс | 2                 | —                 |
| ТФ                | Дэвид Уэст        | Нью-Орлеан Хорнетс      | 2                 | —                 |
| ТФ                | Дирк Новитцки     | Даллас Маверикс         | 8                 | —                 |
| ТФ                | Пау Газоль        | Лос-Анджелес Лэйкерс    | 2                 | —                 |
| Ц                 | Шакил О’Нил       | Финикс Санз             | 15                | —                 |

| Поз.              | Игрок               | Команда            | Уч.               | Всего голосов     |
| Стартовая пятёрка | Стартовая пятёрка   | Стартовая пятёрка  | Стартовая пятёрка | Стартовая пятёрка |
| ----------------- | ------------------- | ------------------ | ----------------- | ----------------- |
| РЗ                | Аллен Айверсон      | Детройт Пистонс    | 10                | 1 804 649         |
| АЗ                | Дуэйн Уэйд          | Майами Хит         | 5                 | 2 741 413         |
| ЛФ                | Леброн Джеймс       | Кливленд Кавальерс | 5                 | 2 940 823         |
| ТФ                | Кевин Гарнетт       | Бостон Селтикс     | 12                | 2 066 833         |
| Ц                 | Дуайт Ховард        | Орландо Мэджик     | 3                 | 3 150 181         |
| Резервисты        |                     |                    |                   |                   |
| АЗ                | Рэй Аллен[a]        | Бостон Селтикс     | 9                 | —                 |
| ЛФ                | Пол Пирс            | Бостон Селтикс     | 7                 | —                 |
| РЗ                | Девин Харрис        | Нью-Джерси Нетс    | 1                 | —                 |
| ТФ                | Рашард Льюис        | Орландо Мэджик     | 2                 | —                 |
| З                 | Джамир Нельсон[INJ] | Орландо Мэджик     | 1                 | —                 |
| РЗ                | Морис Уильямс[b]    | Кливленд Кавальерс | 1                 | —                 |
| ЛФ                | Дэнни Грэнджер      | Индиана Пэйсерс    | 1                 | —                 |
| АЗ                | Джо Джонсон         | Атланта Хокс       | 3                 | —                 |
| Ф/Ц               | Крис Бош[INJ]       | Торонто Рэпторс    | 4                 | —                 |

- INJ  Джамир Нельсон и Крис Бош не смогли принять участие в матче из-за травмы.
- a  Рэй Аллен заменил травмированного Джамира Нельсона из «Орландо Мэджик».
- b  Морис Уильямс заменил травмированного Криса Боша из «Торонто Рэпторс»

### Матч
| 15 февраля, 2009 года 6:50 p.m. (UTC−7) |                            | Восточная конференция | 119:146         | Западная конференция | ЮС Эйрвейс-центр, Финикс, Аризона Зрителей: 16 382 Судьи: - #25 Тони Браверс - #44 Рон Олесиак - #18 Марк Вандерлих |
| 15 февраля, 2009 года 6:50 p.m. (UTC−7) | 27:34, 40:38, 24:38, 28:36 |                       |                 |                      | ЮС Эйрвейс-центр, Финикс, Аризона Зрителей: 16 382 Судьи: - #25 Тони Браверс - #44 Рон Олесиак - #18 Марк Вандерлих |
| 15 февраля, 2009 года 6:50 p.m. (UTC−7) | Леброн Джеймс 20           | Очки                  | Коби Брайант 27 |                      | ЮС Эйрвейс-центр, Финикс, Аризона Зрителей: 16 382 Судьи: - #25 Тони Браверс - #44 Рон Олесиак - #18 Марк Вандерлих |
| 15 февраля, 2009 года 6:50 p.m. (UTC−7) | Дуайт Ховард 9             | Подборы               | Пау Газоль 8    |                      | ЮС Эйрвейс-центр, Финикс, Аризона Зрителей: 16 382 Судьи: - #25 Тони Браверс - #44 Рон Олесиак - #18 Марк Вандерлих |
| 15 февраля, 2009 года 6:50 p.m. (UTC−7) | Дуэйн Уэйд 5               | Передачи              | Крис Пол 14     |                      | ЮС Эйрвейс-центр, Финикс, Аризона Зрителей: 16 382 Судьи: - #25 Тони Браверс - #44 Рон Олесиак - #18 Марк Вандерлих |

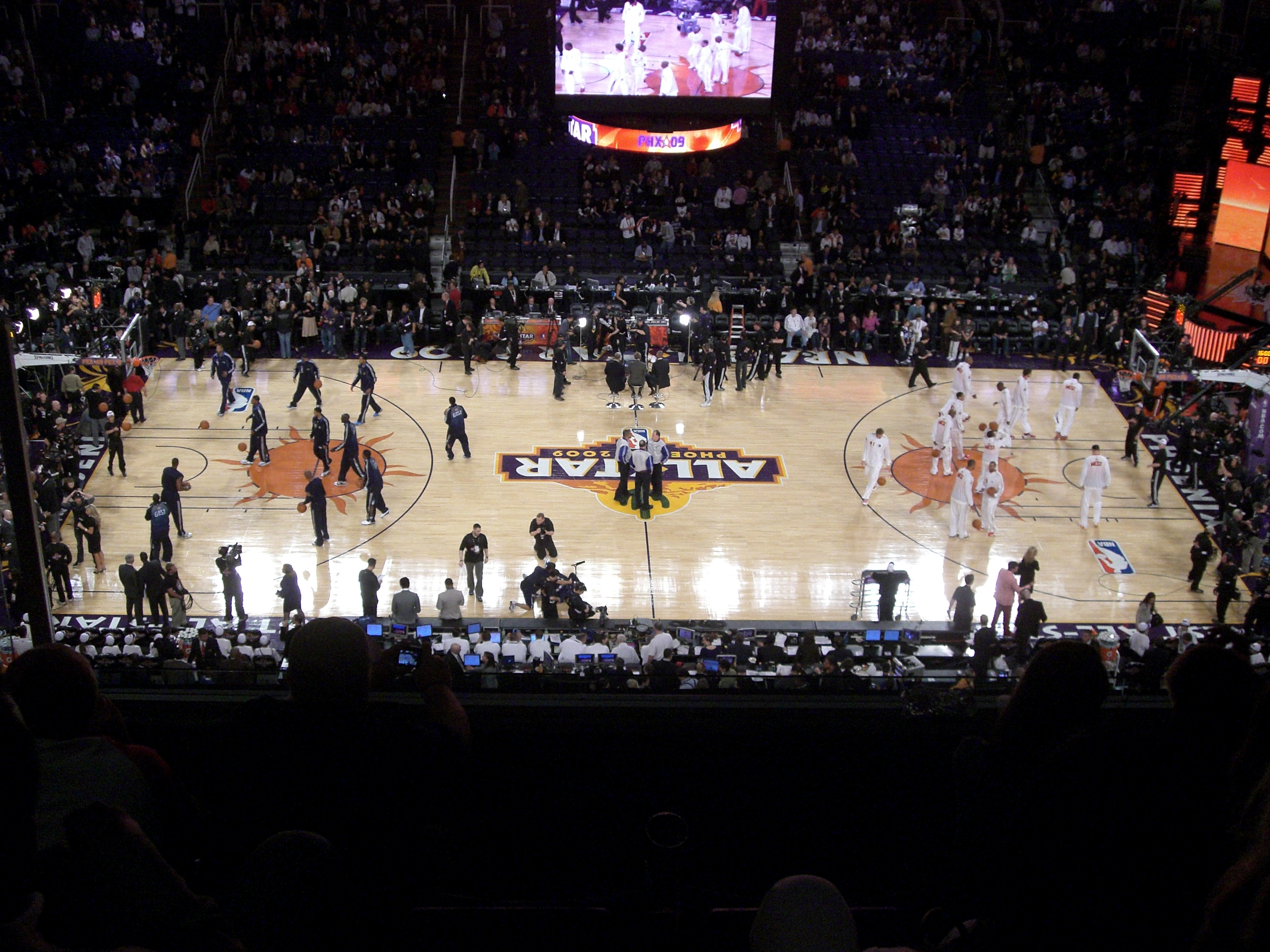
Игроки разминаются перед матчем в «ЮС Эйрвейс-центре».

Игрок «Финикс Санз» — Шакил О’Нил ознаменовал своё возвращение, после годового отсутствия на матче всех звёзд, необычным появлением. Во время представления игроков О’Нил вышел последним из запасных игроков с белой маской на лице и начал танцевать вместе с группой JabbaWockeez, после чего снял маску и присоединился к остальным игрокам. Выход игроков «Сан-Антонио Спёрс» Тима Данкана и Тони Паркера сопровождался неодобрительными выкриками зрителей, так как зачастую их команда становится на пути «Санз» к чемпионскому титулу. В матче, впервые за последние 5 лет, О’Нил и Брайант выступали за одну команду. В последний раз они вместе выходили на паркет в финальной серии 2004 года. Благодаря усилиям О’Нила и Брайанта, команда Запада одержала победу со счётом 146—119, а они названы самыми ценными игроками матча. Таким образом этот матч всех звёзд стал третьим в истории НБА, когда титул MVP получало сразу два игрока. Для Брайнта и О’Нила этот титул стал третьим в карьере, и они сравнялись по этому показателю с Майклом Джорданом и Оскаром Робертсоном. Больше их эту награду получал только Боб Петтит — 4 раза.
В начале матча команда Запада промахнулась в 9 случаях из 11, что позволило команде Востока выйти вперёд и повести в счёте 20-10. Тренер Запада — Фил Джексон за 5:44 до конца первой четверти решил выпустить на площадку О’Нила вместо Данкана. С О’Нилом и Брайантом на площадке, команда Запада сделал рывок 19-0 и вышла вперёд. Запад и дальше продолжил доминировать на площадке и в конце концов победил с разрывом в 27 очков. О’Нил выходил на площадку ещё один раз, в середине третьей четверти, когда преимущество Запада составляло более 10 очков, показав хорошее взаимодействие с Коби. Брайант завершил игру имея в своём активе 27 очков, а его партнёр по команде Крис Пол сделал 14 результативных передач и набрал 14 очков (единственный дабл-дабл в игре). Самый ценный игрок прошлогоднего матча всех звёзд Леброн Джеймс набрал 20 очков. О’Нил провёл на площадке 11 минут, за которые успел набрать 17 очков и сделать 5 подборов.

### Статистика
| Звёзды Западной конференции |                         |        |        |        |        |     |     |    |    |    |    |     |  |
| Стартовая пятёрка           | Клуб                    | MIN    | FG     | 3FG    | FT     | TRB | AST | PF | ST | TO | BS | PTS |  |
| Коби Брайант                | Лос-Анджелес Лейкерс    | 29:14  | 12-23  | 3-8    | 0-0    | 4   | 4   | 0  | 4  | 1  | 0  | 27  |  |
| Крис Пол                    | Нью-Орлеан Хорнетс      | 29:14  | 7-14   | 0-1    | 0-0    | 7   | 14  | 4  | 3  | 1  | 0  | 14  |  |
| Амаре Стадемайр             | Финикс Санз             | 24:36  | 7-10   | 0-0    | 5-6    | 6   | 0   | 1  | 0  | 2  | 0  | 19  |  |
| Тим Данкан                  | Сан-Антонио Спёрс       | 18:01  | 3-5    | 0-0    | 0-0    | 3   | 2   | 1  | 1  | 2  | 1  | 6   |  |
| Яо Мин                      | Хьюстон Рокетс          | 12:23  | 1-4    | 0-0    | 0-0    | 3   | 0   | 2  | 0  | 1  | 1  | 2   |  |
| Резерв                      |                         |        |        |        |        |     |     |    |    |    |    |     |  |
| Брэндон Рой                 | Портленд Трэйл Блэйзерс | 31:10  | 7-8    | 0-0    | 0-0    | 5   | 5   | 2  | 0  | 0  | 0  | 14  |  |
| Тони Паркер                 | Сан-Антонио Спёрс       | 20:08  | 7-1    | 0-2    | 0-0    | 4   | 4   | 0  | 2  | 2  | 0  | 14  |  |
| Чонси Биллапс               | Денвер Наггетс          | 19:0   | 2-5    | 1-3    | 0-0    | 2   | 3   | 2  | 1  | 3  | 0  | 5   |  |
| Пау Газоль                  | Лос-Анджелес Лейкерс    | 16:55  | 5-7    | 0-0    | 4-4    | 8   | 1   | 2  | 1  | 0  | 1  | 14  |  |
| Дэвид Уэст                  | Нью-Орлеан Хорнетс      | 14:09  | 3-5    | 0-0    | 0-0    | 3   | 0   | 2  | 1  | 0  | 0  | 6   |  |
| Дирк Новицки                | Даллас Маверикс         | 14:05  | 3-5    | 0-0    | 2-2    | 1   | 1   | 0  | 0  | 0  | 0  | 8   |  |
| Шакил О’Нил                 | Финикс Санз             | 10:56  | 8-9    | 0-0    | 1-4    | 5   | 3   | 1  | 0  | 2  | 1  | 14  |  |
| Всего                       |                         | 240:00 | 65-106 | 4-14   | 12-16  | 51  | 37  | 17 | 13 | 14 | 4  | 146 |  |
| Команда                     |                         |        | 61,3 % | 28,6 % | 75,0 % |     |     | 12 |    |    |    |     |  |
| Главный тренер              | Фил Джексон             |        |        |        |        |     |     |    |    |    |    |     |  |

| Звёзды Восточной конференции |                    |        |        |        |        |     |     |    |    |    |    |     |  |
| Стартовая пятёрка            | Клуб               | MIN    | FG     | 3FG    | FT     | R.T | AST | PF | ST | TO | BS | PTS |  |
| Дуайт Ховард                 | Орландо Мэджик     | 27:30  | 5-11   | 0-2    | 3-5    | 9   | 0   | 3  | 1  | 1  | 3  | 13  |  |
| Леброн Джеймс                | Кливленд Кавальерс | 26:50  | 8-19   | 2-5    | 2-2    | 5   | 3   | 0  | 0  | 3  | 0  | 20  |  |
| Дуэйн Уэйд                   | Майами Хит         | 26:39  | 6-13   | 2-6    | 4-7    | 2   | 5   | 2  | 3  | 0  | 0  | 18  |  |
| Кевин Гарнетт                | Бостон Селтикс     | 18:52  | 5-5    | 0-0    | 2-2    | 4   | 2   | 0  | 0  | 2  | 0  | 12  |  |
| Аллен Айверсон               | Детройт Пистонс    | 15:39  | 1-4    | 0-0    | 0-0    | 1   | 3   | 1  | 1  | 1  | 0  | 2   |  |
| Резерв                       |                    |        |        |        |        |     |     |    |    |    |    |     |  |
| Джо Джонсон                  | Атланта Хокс       | 21:38  | 0-4    | 0-3    | 0-0    | 0   | 0   | 0  | 0  | 5  | 0  | 0   |  |
| Рашард Льюис                 | Орландо Мэджик     | 20:30  | 3-6    | 1-4    | 1-2    | 6   | 0   | 3  | 0  | 1  | 0  | 8   |  |
| Пол Пирс                     | Бостон Селтикс     | 19:39  | 6-11   | 1-5    | 6-6    | 4   | 2   | 3  | 2  | 1  | 0  | 18  |  |
| Рэй Аллен                    | Бостон Селтикс     | 18:12  | 4-10   | 0-3    | 0-0    | 3   | 1   | 0  | 0  | 1  | 0  | 8   |  |
| Девин Харрис                 | Нью-Джерси Нетс    | 17:06  | 3-6    | 0-1    | 0-0    | 1   | 0   | 0  | 0  | 0  | 0  | 6   |  |
| Мо Уильямс                   | Кливленд Кавальерс | 16:42  | 5-10   | 2-5    | 0-0    | 2   | 5   | 0  | 0  | 2  | 0  | 12  |  |
| Дэнни Грэнджер               | Индиана Пэйсерс    | 10:43  | 1-1    | 0-0    | 0-0    | 1   | 0   | 0  | 2  | 1  | 0  | 2   |  |
| Всего                        |                    | 240:00 | 47-100 | 8-34   | 17-24  | 38  | 21  | 12 | 9  | 18 | 3  | 119 |  |
| Команда                      |                    |        | 47,0 % | 23,5 % | 70,8 % |     |     |    |    |    |    |     |  |
| Главный тренер               | Майк Браун         |        |        |        |        |     |     |    |    |    |    |     |  |

MIN: Время. FG: Броски с игры. 3FG: Трёхочковые броски. FT: Штрафные броски. R.OF: Подборы в нападении. R.DIF: Подборы в защите. R.T: Подборы всего. AST: Передачи. PF: Персональные замечания. ST: Перехваты. TO: Потери. BS: Блок-шоты. PTS: Очки

### События до матча и во время перерывов
Перед игрой были исполнены два гимна — США и Канады. Гимн США «The Star-Spangled Banner» исполнила победитель шоу American Idol — Джордин Спаркс. Гимн Канады «O Canada» исполнила жена игрока «Финикс Санз» Гранта Хилла — канадская певица Тэмия. Перед игрой выступили победители танцевального шоу «Короли танцпола» группа Jabbawockeez. Также должен был выступать номинант премии Грэмми Крис Браун, однако он был исключён из расписания после того, как против него было возбуждено дело о домашнем насилии.
Во время большого перерыва для публики выступал американский R'n'B-исполнитель Джон Ледженд, а также семнадцатикратный обладатель Латинской Грэмми Хуанес. Вместе они исполнили расширенную версию песни Ледженда «If You're Out There». Эта композиция о надежде и вдохновении, расширенная версия песни включала в себя куплет на испанском языке, который исполнил Хуанес. Было показано заранее записанное видео с обращением Президента США Барака Обамы. В нём президент Обама призывал людей делать, как можно больше дел во благо общества. В перерыве также состоялась церемония чествования золотых медалистов Олимпийских игр 2008 года. Шести игрокам сборной США по баскетболу (Крису Бошу, Коби Брайанту, Дуайту Ховарду, Леброну Джеймсу, Крису Полу и Дуэйну Уэйду) и двум членам женской сборной США по баскетболу (Лизе Лесли и Тине Томпсон) были вручены перстни.
После первой половины матча действующие игроки «Селтикс»: Пол Пирс, Кевин Гарнетт и Рей Аллен вывезли на площадку праздничный торт, предназначавшийся легенде «Бостон Селтикс» Биллу Расселу, которому исполнилось 75 лет. За день до этого комиссар НБА Дэвид Стерн объявил, что титул самого ценного игрока финала НБА будет носить имя Билла Рассела (англ. Bill Russell Most Valuable Player Award). За свою 13-летнюю карьеру Рассел 11 раз становился чемпионом НБА и 5 раз самым ценным игроком регулярного чемпионата, но ни разу не завоёвывал титул MVP финальной серии. Во время тайм-аута в третьей четверти был показан пародийный ролик на рекламу «When Love Happens», в котором Леброн Джеймс, Амаре Стадемайр и Дуэйн Уэйд пели эту песню. А О’Нил исполнил хит Билли Оушена 80-х годов «Caribbean Queen».
Во время звёздного уикенда также выступали певцы Корбин Блю и Кевин Рудольф. Блю исполнил песню «Moments That Matter» в перерыве матча новичков в пятницу, а Рудольф песню «Let It Rock» во время субботних соревнований.

## Звёздный уикенд

### Матч новичков НБА

#### Состав

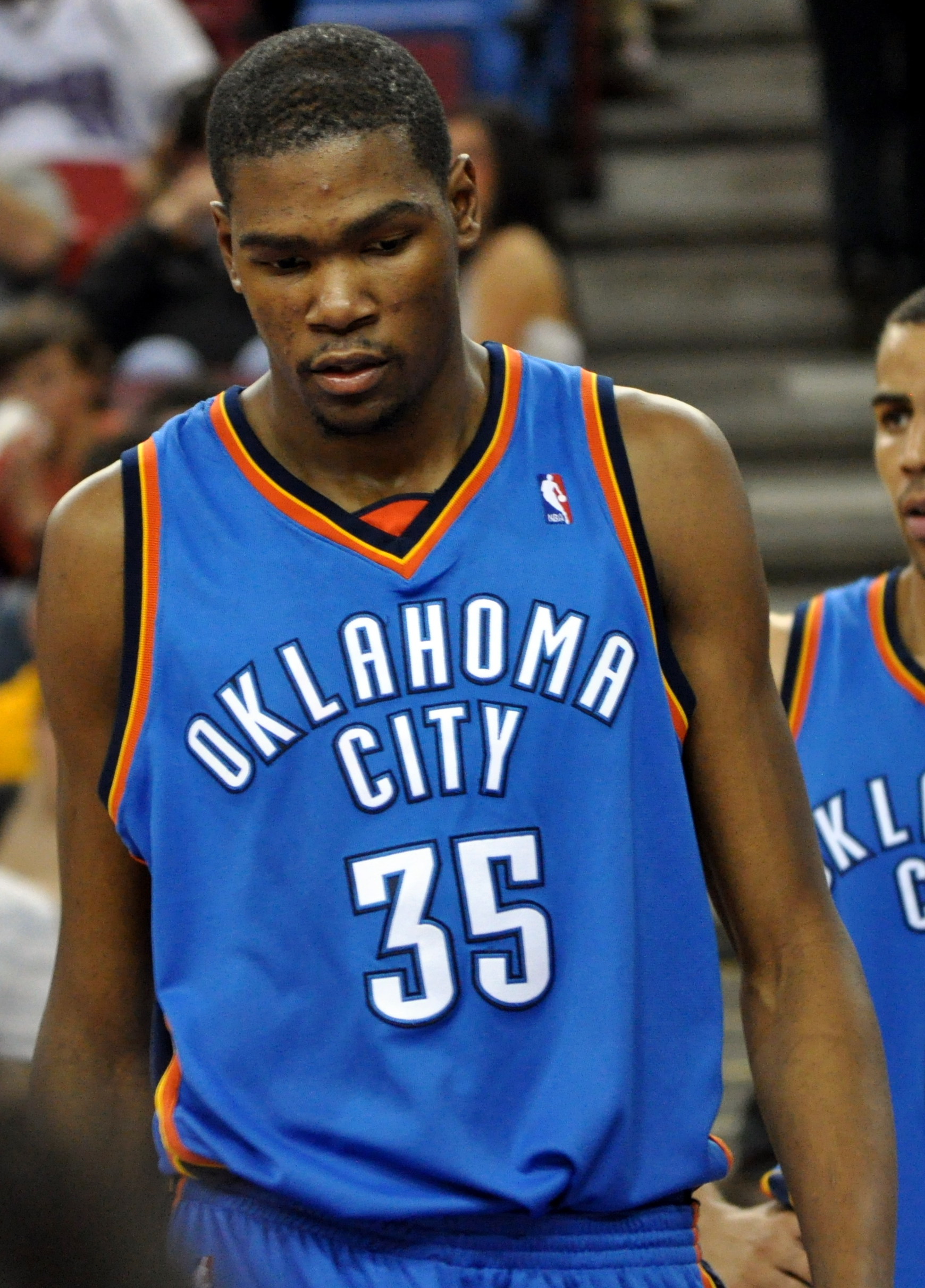
Кевин Дюрант стал самым ценным игроком матча новичков НБА.

В матче новичков НБА T-Mobile (англ. The T-Mobile Rookie Challenge) принимают участие команда игроков, выступающих первый год в НБА (новички), и команда игроков, проводящих второй сезон в ассоциации (второгодки). Игра состоит из двух таймов по 20 минут каждый, также, как и играх студенческого баскетбола. Участники матча были выбраны по итогам голосования среди ассистентов тренеров всех клубов лиги. В состав команды новичков вошёл первый номер драфта НБА 2008 года Деррик Роуз, пять из десяти первых выборов драфта 2008 года и три игрока с драфта 2007 года, которые проводили первый сезон в НБА. Игроками с драфта 2007 года стали первый номер драфта Грег Оден, пропустивший прошлый сезон из-за травмы, и два испанских игрока Руди Фернандес и Марк Газоль. В состав команды второгодок вошли 4 игрока, участвовавших в прошлогоднем матче всех звёзд: Кевин Дюрант, Джефф Грин, Эл Хорфорд и Луис Скола.
Главными тренерами команд новичков и второгодок стали ассистенты тренеров, которые были выбраны для руководства на матче всех звёзд 2009 года — Курт Рэмбис из «Лос-Анджелес Лейкерс» и Джон Кустер из «Кливленд Кавальерс». Два игрока стартового состава матча всех звёзд НБА Дуэйн Уэйд и Дуайт Ховард были выбраны помощниками тренеров команд новичков и второгодок соответственно.
До события, один из партнёров НБА, компания EA Sports, провела конкурс дизайнов формы (англ. Jersey Creator Contest). Любой желающий мог создать на компьютере дизайн формы в котором бы вышли игроки обеих команд. В конкурсе приняло участие 12 000 человек, а победителем стал 18-летний первокурсник колледжа Бэрач Тим Ахмед. За победу в конкурсе Ахмед получил бесплатную поездку в Финикс и право увидеться с игрокам. Таким образом эта игра стала первой в истории НБА, когда игроки выходили в форме, созданной болельщиками. Второгодки вышли на матч в белой форме, а новички в фиолетовой.
| Стартовая пятёрка                                  | Стартовая пятёрка | Стартовая пятёрка       | Стартовая пятёрка | Стартовая пятёрка |
| -------------------------------------------------- | ----------------- | ----------------------- | ----------------- | ----------------- |
| ТФ                                                 | Майкл Бизли       | Майами Хит              |                   |                   |
| АЗ                                                 | Руди Фернандес    | Портленд Трэйл Блэйзерс |                   |                   |
| Ц                                                  | Марк Газоль       | Мемфис Гриззлис         |                   |                   |
| АЗ                                                 | Эрик Гордон       | Лос-Анджелес Клипперс   |                   |                   |
| Ц                                                  | Брук Лопес        | Нью-Джерси Нетс         |                   |                   |
| АЗ                                                 | О Джей Майо       | Мемфис Гриззлис         |                   |                   |
| Ц                                                  | Грег Оден[a]      | Портленд Трэйл Блэйзерс |                   |                   |
| РЗ                                                 | Деррик Роуз       | Чикаго Буллз            |                   |                   |
| РЗ                                                 | Рассел Уэстбрук   | Оклахома-Сити Тандер    |                   |                   |
| Главный тренер: Курт Рэмбис (Лос-Анджелес Лейкерс) |                   |                         |                   |                   |
| Ассистент тренера: Дуэйн Уэйд (Майами Хит)         |                   |                         |                   |                   |

| РЗ                                               | Аарон Брукс    | Хьюстон Рокетс        |
| ЛФ                                               | Уилсон Чендлер | Нью-Йорк Никс         |
| ЛФ                                               | Кевин Дюрант   | Оклахома-Сити Тандер  |
| ТФ                                               | Джефф Грин     | Оклахома-Сити Тандер  |
| Ц                                                | Эл Хорфорд     | Атланта Хокс          |
| ТФ                                               | Луис Скола     | Хьюстон Рокетс        |
| ЛФ                                               | Эл Торнтон     | Лос-Анджелес Клипперс |
| РЗ                                               | Родни Стаки    | Детройт Пистонс       |
| ТФ                                               | Таддеус Янг    | Филадельфия-76        |
| Главный тренер: Джон Кустер (Кливленд Кавальерс) |                |                       |
| Ассистент тренера: Дуайт Ховард (Орландо Мэджик) |                |                       |

a  Грег Оден был заявлен на матч, но не смог принять в нём участие из-за травмы.

#### Матч
| 13 февраля, 2009 года 9:00 p.m. (UTC−7) |                                  | Новички  | 116:122                        | Второгодки | ЮС Эйрвейс-центр, Финикс, Аризона Зрителей: 16 382 Судьи: - #56 Марк Айотте - #64 Эли Ро - #42 Эрик Льюис |
| 13 февраля, 2009 года 9:00 p.m. (UTC−7) | Счёт по половинам: 61:58, 55:64. |          |                                |            | ЮС Эйрвейс-центр, Финикс, Аризона Зрителей: 16 382 Судьи: - #56 Марк Айотте - #64 Эли Ро - #42 Эрик Льюис |
| 13 февраля, 2009 года 9:00 p.m. (UTC−7) | Майкл Бизли 29                   | Очки     | Кевин Дюрант 46                |            | ЮС Эйрвейс-центр, Финикс, Аризона Зрителей: 16 382 Судьи: - #56 Марк Айотте - #64 Эли Ро - #42 Эрик Льюис |
| 13 февраля, 2009 года 9:00 p.m. (UTC−7) | Марк Газоль 8                    | Подборы  | Кевин Дюрант, Уилсон Чендлер 7 |            | ЮС Эйрвейс-центр, Финикс, Аризона Зрителей: 16 382 Судьи: - #56 Марк Айотте - #64 Эли Ро - #42 Эрик Льюис |
| 13 февраля, 2009 года 9:00 p.m. (UTC−7) | Деррик Роуз 7                    | Передачи | Родни Стаки 9                  |            | ЮС Эйрвейс-центр, Финикс, Аризона Зрителей: 16 382 Судьи: - #56 Марк Айотте - #64 Эли Ро - #42 Эрик Льюис |

Победу со счётом 122—116 праздновала команда второгодок. Самым ценным игроком матча был признан лучший новичок предыдущего сезона НБА, Кевин Дюрант из клуба «Оклахома-Сити Тандер». Он набрал в матче 46 очков и побил рекорд, поставленный Амаре Стадемайером в матче 2004 года (36 очков). Несмотря, на более низкий процент реализации бросков в первой половине матча, команда новичков смогла уйти на перерыв лидером, ведя в счёте на 3 очка. Однако во второй половину Дюрант набрал 30 из своих 46 очков (включая три подряд точных трёхочковых бросков) и, в итоге, второгодки смогли одержать победу с разрывом в 6 очков. За 11 секунд до конца матча счёт был 119—116 и у новичков ещё был щанс вырвать победу, но два точных броска Дюранта со штрафной линии довели преимущество второгодок до 5 очков. Таким образом команда новичков проиграла седьмой матч подряд. Аналитик ESPN Джон Холлинджер в своём обзоре отметил, что несмотря на то, что обычно матчи новичков не отличаются интересом, игра же этого года стала исключением. Удачный подбор составов команд, противостояние между собой нескольких игроков одного клуба, равная в счёте игра сделала этот матч ярким и интересным.

### Соревнование по броскам сверху
В конкурсе бросков сверху Sprite (англ. The Sprite Slam Dunk Contest) принимал участие прошлогодний победитель Дуайт Ховард, победитель 2006 года Нэйт Робинсон, участник конкурса 2005 года Джей Ар Смит и новичок Руди Фернандес. Фернандес выиграл право на участие в конкурсе в ходе онлайн голосования на сайте NBA.com, где его соперниками были Джо Александр и Рассел Уэстбрук. Таким образом стал первым в истории конкурса участником, выбранным болельщиками. Он также стал первым иностранным игроком, принимавшим участие в конкурсе. В конкурсе должен был участвовать Руди Гей, однако из-за травмы был вынужден пропустить конкурс и его заменил Смит.
Каждый участник конкурса исполнял по два броска сверху в каждом раунде. После первого раунда жюри определяло двух лучших участников, которые выходили в финальный раунд, где победитель определялся болельщиками. В этом году в состав жюри входили 5 бывших игроков «Финикс Санз», первый в истории конкурса победитель Ларри Нэнс, победитель конкурса 1992 года Седрик Себальос, MVP матча всех звёзд 1987 года Том Чемберс и трёхкратные участники матчей всех звёзд Кевин Джонсон и Дэн Марле.
Действующий победитель Дуайт Ховард исполнил два слэм-данка, которые жюри оценили в 50 очков каждый и вышел в финал с лучшим результатом первого раунда. Второй свой бросок Ховард исполнял в плаще Супермена. Другим участником финального раунда стал Нэйт Робинсон, который набрал 87 очков. Смит и Фернандез набрали по 85 и 84 очка соответственно и выбыли.
В финале Робинсон переоделся в зелёную форму «Нью-Йорк Никс», которая первоначально создавалась для дня святого Патрика. Эта зелёная форма символизировала Криптонит, таинственный минерал, который подавляет силу Супермена. Тема Крипто-Нэйта против Супермена продолжилась, когда Робинсон выполнил свой последний бросок. Используя зелёный мяч он перепрыгнул 211 сантиметрового Ховарда, на котором был надет плащ Супермена. В итоге, Робинсон выиграл голосование, набрав 52 % голосов и завоевал второй титул. До него по два титула завоёвывали Майкл Джордан, Доминик Уилкинс, Харольд Майнер и Джейсон Ричардсон.
| Поз. | Игрок          | Команда                 | Рост, см | Вес, кг | 1-й           | 2-й  |
| ---- | -------------- | ----------------------- | -------- | ------- | ------------- | ---- |
| РЗ   | Нэйт Робинсон  | Нью-Йорк Никс           | 175      | 82      | 46 + 41 = 87  | 52 % |
| Ц    | Дуайт Ховард   | Орландо Мэджик          | 211      | 120     | 50 + 50 = 100 | 48 % |
| АЗ   | Джей Ар Смит   | Денвер Наггетс          | 198      | 100     | 43 + 42 = 85  | —    |
| АЗ   | Руди Фернандес | Портленд Трэйл Блэйзерс | 198      | 84      | 42 + 42 = 84  | —    |
| Ф    | Руди Гей[b]    | Мемфис Гриззлис         | 203      | 101     | —             | —    |

b  Джей Ар Смит из «Денвер Наггетс» заменил получившего травму Руди Гея из «Мемфис Гриззлис».

### Соревнование по трёхочковым броскам

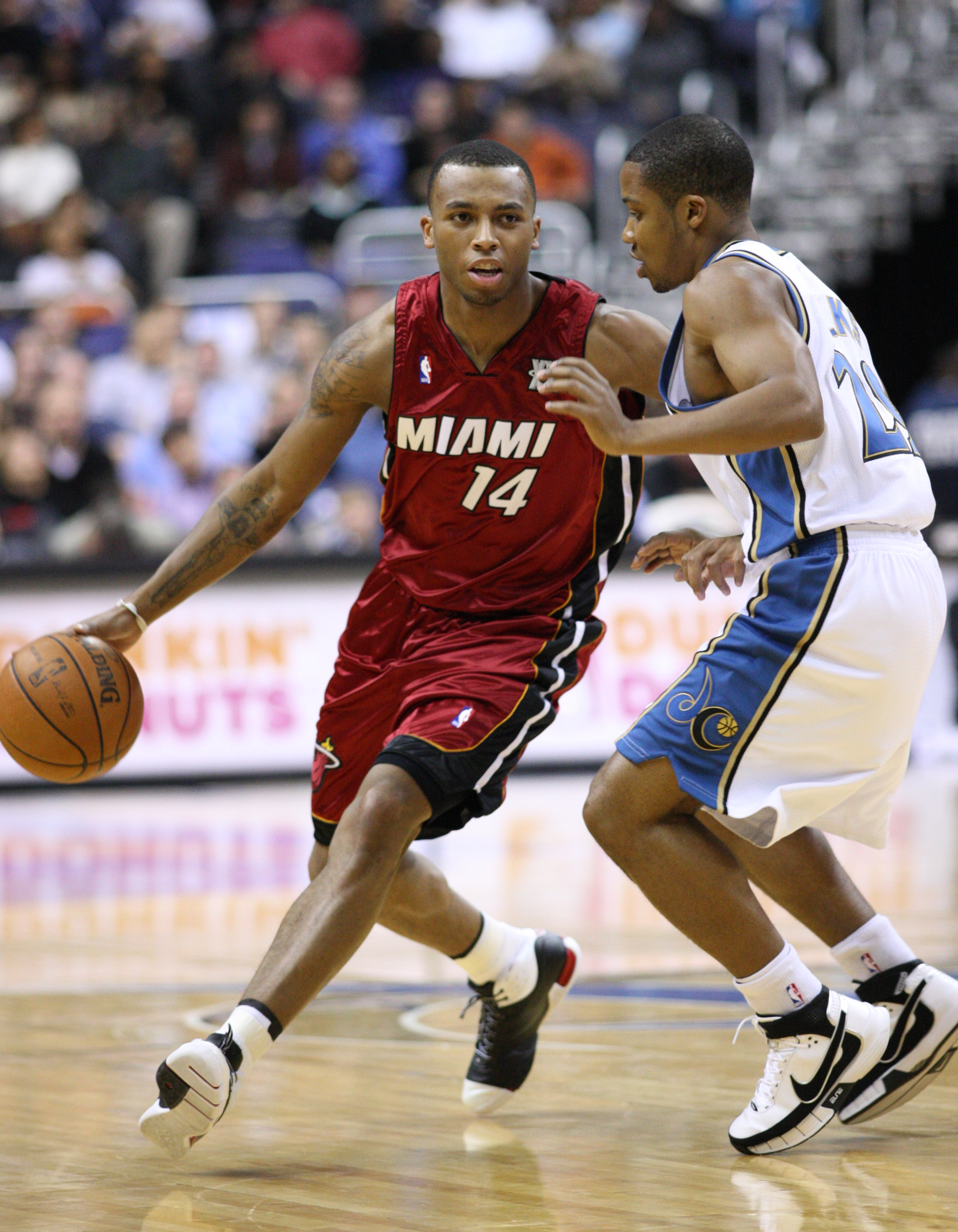
Декуан Кук — победитель соревнования по трёхочковым броскам

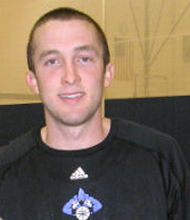
Победитель соревнования по трёхочковым броскам Ахерн, Блейк.

В соревновании по трёхочковым броскам Foot Locker (англ. The Foot Locker Three-Point Shootout) приняло участие шесть игроков. Защищал свой титул двукратный чемпион конкурса Джейсон Капоно. Кроме него в соревновании приняли участие два бывших участника Рашард Льюис и Майк Бибби, и три новичка — Декуан Кук, Дэнни Грэнджер и Роджер Мэйсон. По правилам, претендент должен реализовать столько 3-очковых попыток насколько возможно из 5 разных позиций в течение одной минуты. Игрок начинает кидать из одного угла площадки, постепенно перемещаясь от «точки» к «точке» по дуге, пока не достигнет противоположного угла площадки. На каждой «точке» игроку предоставляется 4 мяча, каждое попадание оценивается в одно очко, а также есть специальный «призовой мяч», достоинством в 2 балла.
В первом раунде победил Кук, набравший 18 очков. В финальном раунде к нему присоединились Льюис и Капоно. В финале Кук и Льюис набрали одинаковое количество очков — по 15, а Капоно — 14. В связи с этим был назначен дополнительный раунд в котором Кук побил своё достижение первого раунда в 18 очков, набрав 19. Льюис же набрал всего 7 очков.
| Поз. | Игрок          | Команда           | Рост, см | Вес, кг | 1-й | 2-й | ОТ |
| ---- | -------------- | ----------------- | -------- | ------- | --- | --- | -- |
| АЗ   | Декуан Кук     | Майами Хит        | 196      | 95      | 18  | 15  | 19 |
| Ц    | Рашард Льюис   | Орландо Мэджик    | 208      | 104     | 17  | 15  | 7  |
| АЗ   | Джейсон Капоно | Торонто Рэпторс   | 203      | 97      | 16  | 14  | -  |
| АЗ   | Майк Бибби     | Атланта Хокс      | 188      | 88      | 14  | -   | -  |
| АЗ   | Дэнни Грэнджер | Индиана Пэйсерс   | 203      | 103     | 13  | -   | -  |
| АЗ   | Роджер Мэйсон  | Сан-Антонио Спёрс | 196      | 69      | 13  | -   | -  |

### Соревнование по баскетбольным умениям

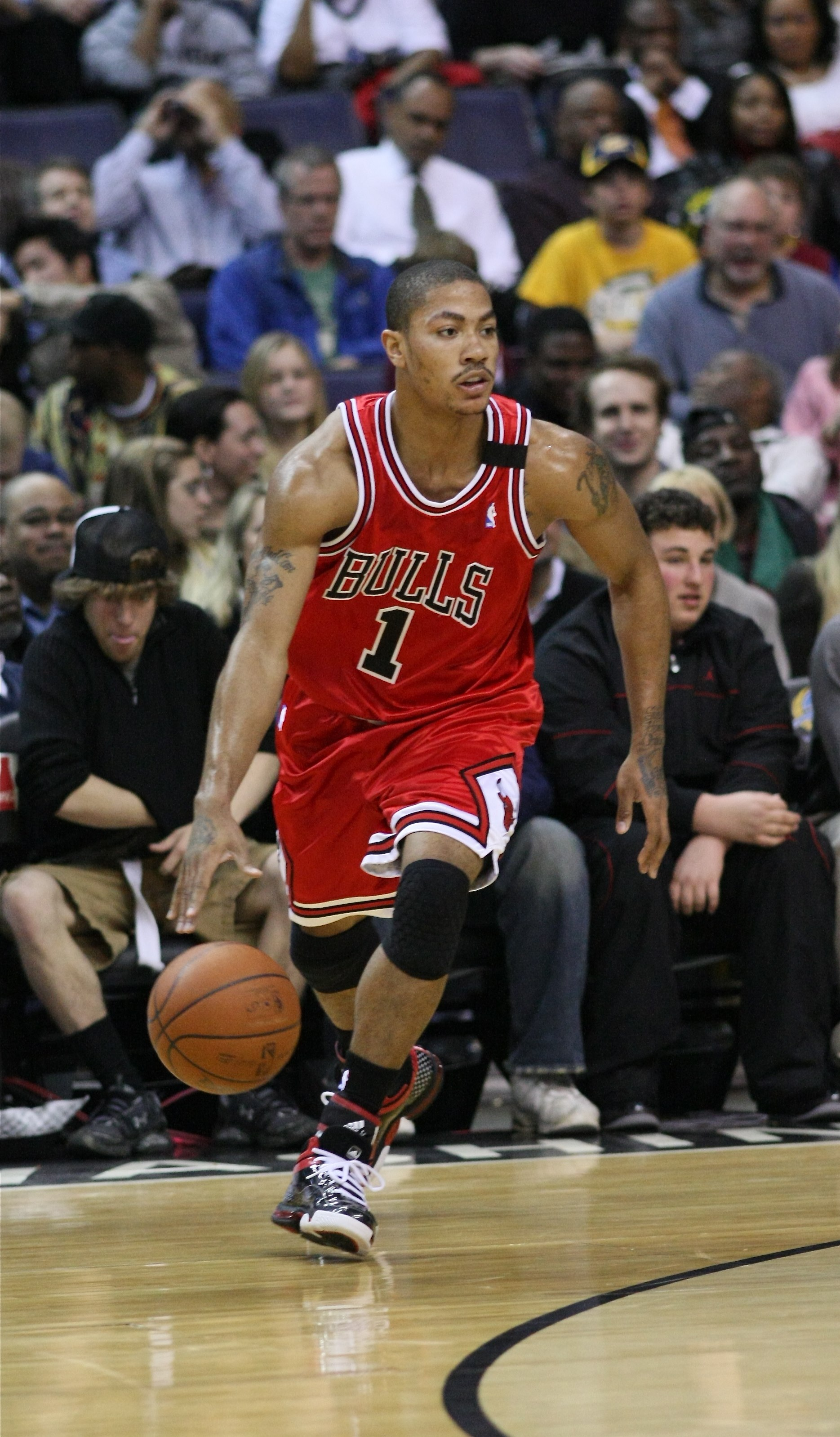
Победитель соревнования по баскетбольным умениям Деррик Роуз.

В соревновании по баскетбольным умениям PlayStation (англ. PlayStation Skills Challenge) принимают участие четыре игрока. В этом году участниками конкурса стали: первый номер драфта НБА 2008 года Деррик Роуз и три участника матча всех звёзд Девин Харрис, Джамир Нельсон и Тони Паркер. Однако из-за травмы Нельсон не смог участвовать и был заменён Мо Уильямсом. В данном конкурсе игроки соревнуются в умении владения мячом: броски чередуются с точными пасами и оббеганиями официального лого НБА в человеческий рост с соблюдением официальных правил ведения мяча. Претендент прошедший с лучшим временем становиться победителем.
Лучшее время в первом раунде показал Роуз, который справился с заданием за 33,3 секунды, на 3,3 секунды быстрее Харриса, ставшего вторым. Уильямс и Паркер уложились за 37,5 и 50,8 секунды соответственно и не прошли в финальный раунд. В финале Харрис выполнил задание за 39,7 секунды, на 3,1 сек хуже, чем в первом раунде. Победителем конкурса стал Роуз, который показал время 35,3 секунды. Таким образом Роуз стал первым в истории новичком, выигравшим этот конкурс.
| Поз. | Игрок             | Команда            | Рост, см | Вес, кг | 1-й  | 2-й  |
| ---- | ----------------- | ------------------ | -------- | ------- | ---- | ---- |
| РЗ   | Деррик Роуз       | Чикаго Буллз       | 191      | 86      | 33.3 | 35.3 |
| РЗ   | Девин Харрис      | Нью-Джерси Нетс    | 191      | 84      | 36.6 | 39.7 |
| РЗ   | Мо Уильямс        | Кливленд Кавальерс | 185      | 88      | 37.5 | -    |
| РЗ   | Тони Паркер       | Сан-Антонио Спёрс  | 188      | 82      | 50.8 | -    |
| РЗ   | Джамир Нельсон[c] | Орландо Мэджик     | 183      | 86      | -    | -    |

c  Из-за травмы Джамир Нельсон не смог участвовать в конкурсе и был заменён Мо Уильямсом.

### Звёздный конкурс бросков

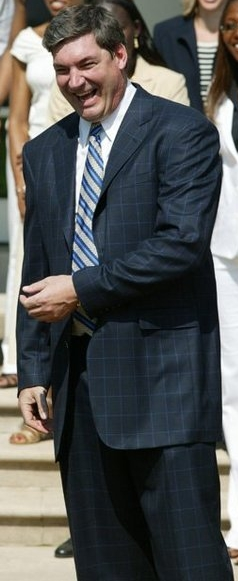
Билл Лэймбир выиграл свой второй титул в звёздном конкурсе бросков вместе с командой Детройта.

В звёздном конкурсе бросков Haier (англ. The Haier Shooting Stars Competition) участвую четыре команды, каждая из которых представляет город в котором есть как клуб НБА, так и женской НБА. Каждая команда состоит из трёх участников: действующего игрока НБА, игрока женской НБА и бывшего игрока НБА. Кроме действующего чемпиона Сан-Антонио в конкурсе принимали участие команда Лос-Анджелеса (чемпион 2005 года), команда Финикса и команда Детройта (чемпион 2007 года). Команды за две минуты должны поразить кольцо из шести точек (последняя с центра поля). Команда совершившая 6 бросков с лучшим временем побеждает.
Уже в первом раунде выбыли действующий чемпион, команда Сан-Антонио, и команда Лос-Анджелеса. Обоим командам потребовалось более 15 бросков, чтобы попасть с центра поля. В финал вышли команды Детройта и Финикса, которым понадобилось 59,3 и 53,3 секунды соответственно. В финале команде Детройта, чтобы поразить кольцо с первых пяти точек, потребовалось 13 бросков, а, чтобы попасть с середины поля, 7 бросков. Общее время составило 53,3 секунды. Команда Финикса сумела поразить кольцо с первой попытки на первых пяти точках, однако с центра поля было сделано 22 броска и общее время у команды составило 1 минута и 19 секунд. Команда Детройта завоевала второй титул в своей истории. До этого два титула выигрывала только команда Сан-Антонио. Легенда «Детройт Пистонс» и главный тренер «Детройт Шок» Билл Лэймбир стал первым игроком в истории конкурса, побеждавшим в нём дважды. Первый свой титул он выиграл с командой Детройта в 2007 году.
| Город        | Игроки          | Команда                                 | Первый раунд | Финал |
| ------------ | --------------- | --------------------------------------- | ------------ | ----- |
| Детройт      | Аррон Аффлало   | Детройт Пистонс                         | 59.3         | 58.4  |
| Детройт      | Кэти Смит       | Детройт Шок                             | 59.3         | 58.4  |
| Детройт      | Билл Лэймбир    | Детройт Пистонс (завершил карьеру)      | 59.3         | 58.4  |
| Финикс       | Леандро Барбоза | Финикс Санз                             | 53.3         | 1:19  |
| Финикс       | Танжела Смит    | Финикс Меркури                          | 53.3         | 1:19  |
| Финикс       | Дэн Марле       | Финикс Санз (завершил карьеру)          | 53.3         | 1:19  |
| Сан-Антонио  | Тим Данкан      | Сан-Антонио Спёрс                       | 1:06         | —     |
| Сан-Антонио  | Бекки Хэммон    | Сан-Антонио Силвер Старз                | 1:06         | —     |
| Сан-Антонио  | Дэвид Робинсон  | Сан-Антонио Спёрс (завершил карьеру)    | 1:06         | —     |
| Лос-Анджелес | Дерек Фишер     | Лос-Анджелес Лейкерс                    | 1:16         | —     |
| Лос-Анджелес | Лиза Лесли      | Лос-Анджелес Спаркс                     | 1:16         | —     |
| Лос-Анджелес | Майкл Купер     | Лос-Анджелес Лейкерс (завершил карьеру) | 1:16         | —     |

### Конкурс H-O-R-S-E

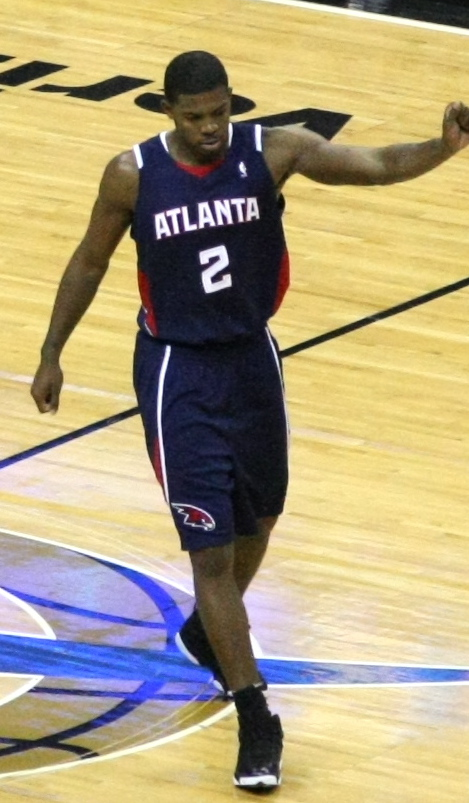
Участник конкурса H-O-R-S-E Джо Джонсон.

5 февраля 2009 года на канале TNT было объявлено, что в рамках звёздного уикенда пройдёт конкурс H-O-R-S-E. Соревнование прошло на открытом воздухе во время специального шоу Inside the NBA, транслировавшегося перед воскресными событиями звёздного уикенда. Цель конкурса набрать как можно меньше букв из слова H-O-R-S-E. Игроку добавляется по букве за каждый промах после попытки повторить бросок оппонента. Каждому игроку отводится 24 секунды на повторный бросок (броски сверху запрещены). Игрок который не смог повторить бросок оппонента 5 раз выбывает из состязания. Судьи НБА определяют точность исполнения повторных бросков.
Спонсором первого конкурса H-O-R-S-E стала компания GEICO, поэтому во время соревнования вместо H-O-R-S-E использовалось G-E-I-C-O. В конкурсе приняли участие Кевин Дюрант, О Джей Мэйо и Джо Джонсон. Первым из соревнования выбыл Джонсон, которому не удалось повторить бросок Мэйо с линии штрафных бросков. Дюрант выполнил несколько трёхочковых бросков, которые Мэйо не смог повторить и стал первым в истории победителем конкурса H-O-R-S-E.
| Поз. | Игрок        | Команда              | Рост, см | Вес, кг | Результат |
| ---- | ------------ | -------------------- | -------- | ------- | --------- |
| З/Ф  | Кевин Дюрант | Оклахома-Сити Тандер | 206      | 98      | G-E-I-C   |
| З    | О Джей Мэйо  | Мемфис Гриззлис      | 193      | 95      | G-E-I-C-O |
| З    | Джо Джонсон  | Атланта Хокс         | 201      | 109     | G-E-I-C-O |

### Матч знаменитостей

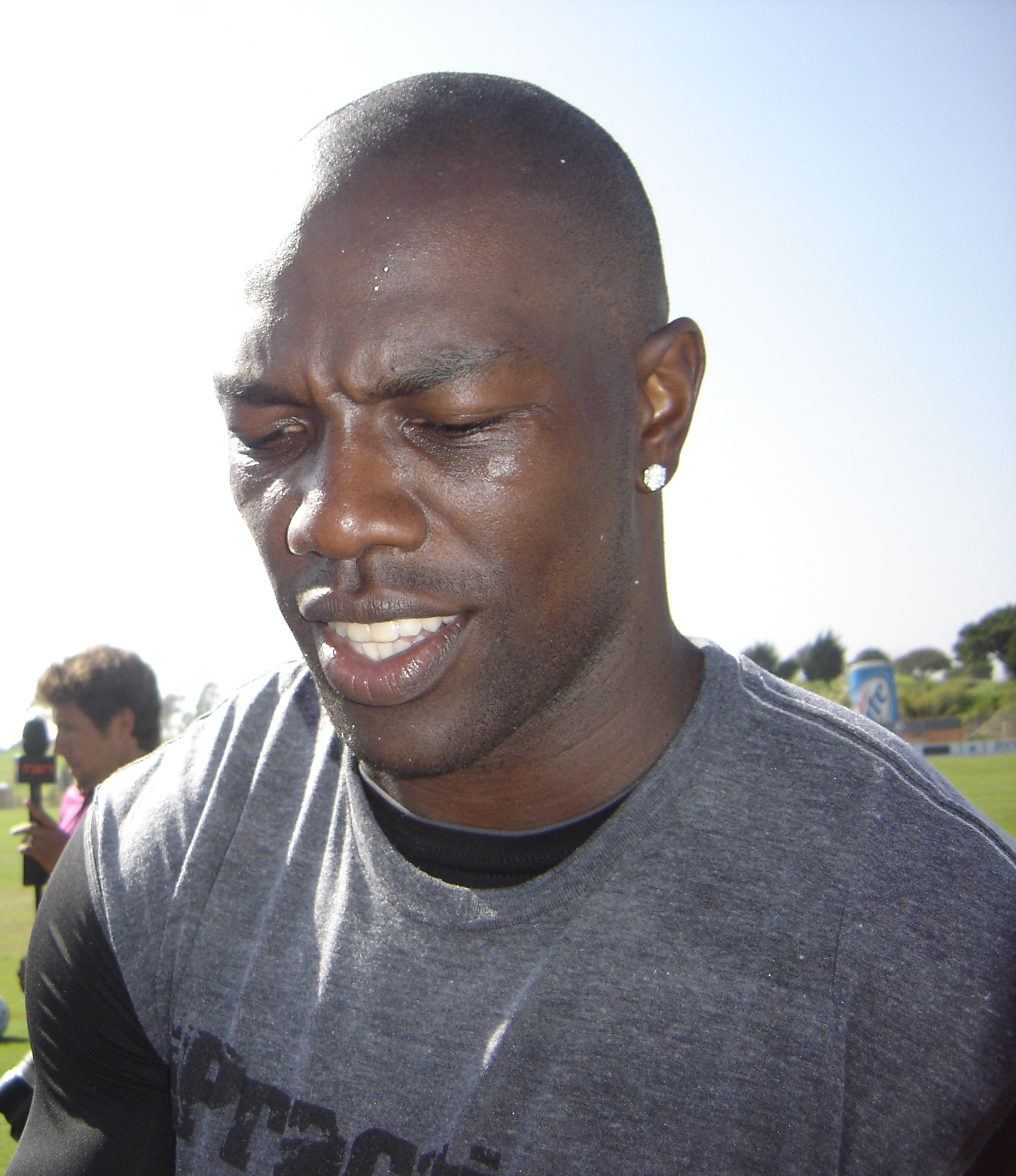
Террел Оуэнс выиграл второй год подряд титул MVP матча знаменитостей.

Матч знаменитостей НБА McDonald’s (англ. McDonald's NBA All-Star Celebrity Game) прошёл в среду 13 февраля на арене выставочного центра Финикса. В игре приняло участие 16 знаменитостей, включая нескольких бывших игроков НБА. Тренерами команд стали члены Зала славы баскетбола Мэджик Джонсон и Джулиус Ирвинг на счету которых в общей сложности участие в 23 матчах всех звёзд. В матче приняли участие бывшие игроки НБА Доминик Уилкинс, Клайд Дрекслер, Дэн Марле и Рик Фокс. В каждой команде было по одной представительнице женской НБА — Лиза Лесли и Кара Лоусон, а также по два игрока «Гарлем Глобтроттерс».
Прошлогодний самый ценный игрок Террел Оуэнс набрал больше всех очков в матче — 17, что позволило его команде «East Sunrisers» одержать победу над командой «West Sunsetters» со счётом 60-57. Сам Оуэнс, игрок футбольного клуба «Даллас Ковбойз», второй раз подряд был назван MVP. Во время игры на площадке появился ещё один член Зал славы баскетбола — Нэнси Либерман, которая присоединилась к команде Востока. Судьёй поединка стал комментатор ESPN Майк Брин.
| Игрок                  | Профессия                   |
| ---------------------- | --------------------------- |
| Доминик Уилкинс        | В прошлом игрок НБА         |
| Рик Фокс               | В прошлом игрок НБА         |
| Кара Лоусон            | Игрок женской НБА           |
| Джеймс Дентон          | Актёр                       |
| Закари Ливай           | Актёр                       |
| Террел Оуэнс           | Игрок в американский футбол |
| «Спешиал Кей» Дэйли    | Игрок «Гарлем Глобтроттерс» |
| «Уайлдкэт» Эдгерсон    | Игрок «Гарлем Глобтроттерс» |
| Тренер: Джулиус Ирвинг |                             |

| Игрок                  | Профессия                   |
| ---------------------- | --------------------------- |
| Клайд Дрекслер         | В прошлом игрок НБА         |
| Дэн Марле              | В прошлом игрок НБА         |
| Лиза Лесли             | Игрок женской НБА           |
| Дональд Фэйсон         | Актёр                       |
| Майкл Рапапорт         | Актёр                       |
| Крис Такер             | Актёр/комик                 |
| «Скутер» Кристенсен    | Игрок «Гарлем Глобтроттерс» |
| «Хэндлес» Франклин     | Игрок «Гарлем Глобтроттерс» |
| Тренер: Мэджик Джонсон |                             |

## Звёздный уикенд Лиги развития НБА

### Матч всех звёзд Д-Лиги
Для участия в матче всех звёзд Д-Лиги было выбрано 20 игроков Лиги развития НБА путём комбинации результатов голосования болельщиков на сайте Д-Лиги и голосования среди 16 главных тренеров клубов Д-Лиги. Выбранные игроки были разделены на две команды — Красную и Синюю, работниками по баскетбольным операциям НБА и Д-Лиги. Чтобы быть выбранным болельщиками или тренерами, игроки должны входить в состав одного из клуба Д-Лиги. Главными тренерами Красной и Синей команд были выбраны главный тренер «Айова Энерджи» Ник Нёрс и «Остин Торос» Квин Снайдер соответственно. Этот выбор был обусловлен тем, что на 27 января 2009 года их команды лидировали в чемпионате по соотношению побед к поражениям.
| Поз.                                       | Игрок            | Команда                |
| ------------------------------------------ | ---------------- | ---------------------- |
| З                                          | Седрик Боузмен   | Анахайм Арсенал        |
| З                                          | Уилл Конрой      | Альбукерке Тандербёрдс |
| Ф                                          | Эрик Дэниелс4    | Эри Бэйкхокс           |
| Ф                                          | Джош Дэвис       | Колорадо Фотинерс      |
| Ф                                          | Рональд Дюпри    | Юта Флэш               |
| Ф                                          | Малик Хэирстон1  | Остин Торос            |
| Ц                                          | Крис Хантер      | Форт-Уэйн Мэд Энтс     |
| Ф                                          | Антонио Микинг   | Рино Бигхорнс          |
| Ц                                          | Крис Ричард2     | Талса Сиксти Сиксерс   |
| З                                          | Уолкер Рассел    | Форт-Уэйн Мэд Энтс     |
| З                                          | Джеймс Уайт      | Анахайм Арсенал        |
| Ф                                          | Маркус Уилльямс4 | Остин Торос            |
| Главный тренер: Куин Снайдер (Остин Торос) |                  |                        |

| Поз.                                     | Игрок           | Команда          |
| ---------------------------------------- | --------------- | ---------------- |
| З                                        | Блейк Ахерн     | Дакота Уизардс   |
| Ц                                        | Лэнс Оллред     | Айдахо Стэмпид   |
| З                                        | Морис Бэйкер    | Дакота Уизардс   |
| З                                        | Деррик Биарс    | Бейкерсфилд Джэм |
| Ф                                        | Люк Джексон     | Айдахо Стэмпид   |
| З/Ф                                      | Отис Джефферс4  | Айова Энерджи    |
| З                                        | Трей Джонсон    | Бейкерсфилд Джэм |
| Ф                                        | Ричард Хендрикс | Дакота Уизардс   |
| З/Ф                                      | Картье Мартин3  | Айова Энерджи    |
| Ф                                        | Брент Петвей    | Айдахо Стэмпид   |
| Ц                                        | Кортни Симс     | Айова Энерджи    |
| Главный тренер: Ник Нёрс (Айова Энерджи) |                 |                  |

↑  Не смог выступать, так как был включён в состав «Сан-Антонио Спёрс».

↑  Не смог выступать из-за травмы.

↑  Не смог выступать, так как был включён в состав «Шарлотт Бобкэтс».

↑  Заняли места игроков, которые не смогли выступить.
| 14 февраля, 2009 года 2:00 p.m. (UTC−7) |                                  | Синяя команда | 103:113                      | Красная команда | Выставочный центр Финикса, Финикс, Аризона Судьи: - #34 Кевин Катлер - #51 Кейн Фитцжеральд - #55 Марат Когат | NBA TV |
| 14 февраля, 2009 года 2:00 p.m. (UTC−7) | Счёт по половинам: 51:43, 52:70. |               |                              |                 | Выставочный центр Финикса, Финикс, Аризона Судьи: - #34 Кевин Катлер - #51 Кейн Фитцжеральд - #55 Марат Когат | NBA TV |
| 14 февраля, 2009 года 2:00 p.m. (UTC−7) | Антонио Микинг 17                | Очки          | Трей Джонсон, Кортни Симс 15 |                 | Выставочный центр Финикса, Финикс, Аризона Судьи: - #34 Кевин Катлер - #51 Кейн Фитцжеральд - #55 Марат Когат | NBA TV |
| 14 февраля, 2009 года 2:00 p.m. (UTC−7) | Рональд Дюпри 10                 | Подборы       | Кортни Симс 8                |                 | Выставочный центр Финикса, Финикс, Аризона Судьи: - #34 Кевин Катлер - #51 Кейн Фитцжеральд - #55 Марат Когат | NBA TV |
| 14 февраля, 2009 года 2:00 p.m. (UTC−7) | Уолкер Рассел 8                  | Передачи      | Блейк Ахерн 13               |                 | Выставочный центр Финикса, Финикс, Аризона Судьи: - #34 Кевин Катлер - #51 Кейн Фитцжеральд - #55 Марат Когат | NBA TV |

В третьем ежегодном матче всех звёзд Д-Лиги Красная команда одержала победу над синей со счётом 113—103. После первой половины Красная команда вела в счёте. Однако во второй половине, набрав всего 52 очка в то время, как Синяя набрала 70, проиграла с отставанием в 10 очков. Защитник «Дакота Энерджи» Блейк Ахерн набрал 13 очков и сделал 13 результативных передач, а его товарищ по команде Кортни Симс набрал 15 очков и сделал 8 подборов. Эти два игрока стали сообладателями титула самого ценного игрока матча всех звёзд Д-Лиги.

### Пятница Лиги Развития НБА

#### Соревнование по броскам сверху
Джеймс Уайт стал победителем второго ежегодного соревнования Д-Лиги по броскам сверху. В первом раунде он исполнил бросок, с разбегу прыгнув со штрафной линии. В финале он одержал победу над Китом Кларком, набрав максимально возможные 100 очков (по 50 за каждый бросок). В одном из бросков он перепрыгну через сидящего на скамейке Кларка, который подбросил ему мяч. Прошлогодний чемпион Брент Петвей не смог повторить успех 2008 года и вылетел после первого раунда вместе с Отисом Джефферсом.
| Поз. | Игрок         | Команда              | Рост, см | Вес, кг |
| ---- | ------------- | -------------------- | -------- | ------- |
| З    | Джеймс Уайт   | Анахайм Арсенал      | 204      | 91      |
| Ф    | Кит Кларк     | Талса Сиксти Сиксерс | 204      | 110     |
| З/Ф  | Отис Джефферс | Айова Энерджи        | 196      | 90      |
| Ф    | Брент Петвей  | Айдахо Стэмпид       | 204      | 93      |

#### Соревнование по трёхочковым броскам
Блейк Ахе́рн стал победителем второго в истории соревнования Д-Лиги по трёхочковым броскам. В 1-м раунде Ахерн набрал 23 очка, 2-е место занял Скотт с 20 очками, а 3-е и 4-е — Гари Форбс и Трей Джонсон, набравшие по 18 и 16 очков (соответственно) и не прошедшие в следующий раунд. В финальном раунде Ахерн одержал победу над Эрнестом Скоттом со счётом 22-19. На последней точке Ахерн смог забить 4 из 5 «призовых мяча». В этом году, впервые, на последней точке было 5 «призовых мячей», вместо обычных 4 обычных и одного «призового». Нововведение проходило апробацию на конкурсе Д-Лиги перед возможным включением его в соревновании у игроков НБА.
| Поз. | Игрок        | Команда                   | Рост, см | Вес, кг |
| ---- | ------------ | ------------------------- | -------- | ------- |
| З    | Блейк Ахерн  | Дакота Уизардс            | 188      | 86      |
| Ф    | Гари Форбс   | Талса Сиксти Сиксерс      | 201      | 100     |
| З    | Трей Джонсон | Бейкерсфилд Джэм          | 196      | 98      |
| Ф    | Эрнест Скотт | Рио-Гранде Вэллей Вайперс | 201      | 113     |

#### Конкурс H-O-R-S-E
Уилл Конрой стал победителем второго ежегодного конкурса Д-Лиги H-O-R-S-E. Победу ему принес сложный бросок: он стукнул мяч о щит, поймал его в прыжке в воздухе, провёл под ногой и положил мяч в кольцо. Второе место занял Джо Кроуфорд, а третье действующий чемпион Лэнс Оллред. После конкурса Оллред высказал некоторые претензии к проведению H-O-R-S-E в этом году, но официальную жалобу подавать отказался.
| Поз. | Игрок        | Команда                 | Рост, см | Вес, кг |
| ---- | ------------ | ----------------------- | -------- | ------- |
| З    | Уилл Конрой  | Альбукерке Тандербёрдс  | 188      | 88      |
| Ц    | Лэнс Оллред  | Айдахо Стэмпид          | 211      | 130     |
| З    | Джо Кроуфорд | Лос-Анджелес Ди-Фендерс | 196      | 105     |
| Ф    | Эрик Дэниелс | Эри Бэйкхокс            | 203      | 107     |

## Трансляция матча

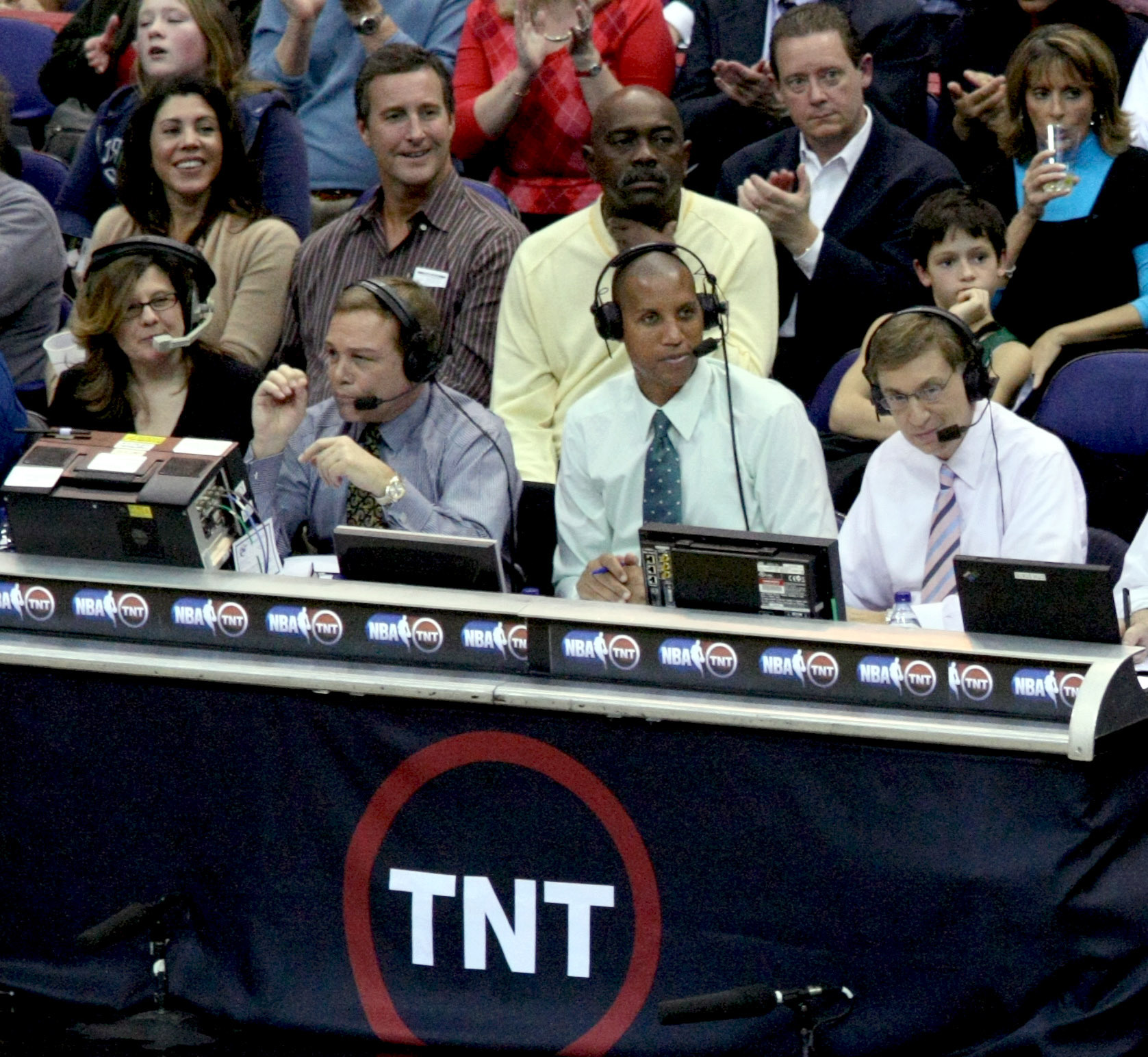
Марв Альберт (слева) и Реджи Миллер (посередине) были комментаторами матча всех звёзд.

На территории США матч всех звёзд НБА транслируется каналом Turner Broadcasting Network (TNT) шесть лет подряд, а на территории Канады трансляцию проводит канал The Sports Network (TSN). TNT также показывает Матч новичков и субботние конкурсы. Матч с участием знаменитостей транслируется каналом ESPN, а Матч всех звёзд Д-Лиги и конкурсы Д-Лиги показывает канал NBA TV. Комментировали матч Марв Альберт, Реджи Миллер и Даг Коллинс. В воскресенье зрительская аудитория TNT составила 7,68 млн человек, что на 20 % больше аудитории прошлогоднего матча. В субботу трансляции TNT смотрело 6,55 млн человек, что на 26 % больше, чем в 2008 году. Таким образом звёздный уикенд стал самой рейтинговой передачей субботы и воскресенья. Всего же аудитория TNT, NBA TV и NBA.com составила 44,1 млн человек (с пятницы 13 февраля по воскресенье 15 февраля), что на 15 % больше, чем в 2008 году.

### Международная
Кроме TNT и TSN, транслирующих матч всех звёзд в США и Канаде, следующие телевизионные каналы показывали матч во всём мире:

| - Африка: Canal+ Horizons, ESPN Africa - Ангола: TPA - Нигерия: Silverbird TV - Азиатско-тихоокеанский регион: ESPN Asia - Австралия: ESPN Australia - Китай: CCTV-5, Guangdong TV, Shanghai TV - Гонконг: ESPN Hong Kong, TVB HD Jade, TVB Pearl - Индия: ESPN India - Индонезия: JakTV - Япония: J Sports, NHK BS-1, NHK Digital Hivision, NBA League Pass (SKY PerfectTV! - Ливан: ShowSports - Малайзия: ESPN Malaysia - Филиппины: C/S 9, Basketball TV - Китайская Республика: Star Sports Taiwan - Республика Корея: MBC-ESPN - Европа - Албания: Telesport - Армения: AR TV - Бельгия: Be 1, Prime Sport 1 - Босния и Герцеговина: OBN TV - Болгария: TV7 - Кипр: Alfa TV - Чехия: Nova Sport - Дания: dk4 - Финляндия: Urheilu+Kanava - Франция: Canal+, Orange Sport - Германия: ZDF | - Греция: ET1 - Венгрия: Sport 1 - Исландия: Stöð 2 Sport - Италия: SKY Sport 2, SKY Sport HD - Латвия: LTV 7 - Македония: Alfa TV - Мальта: Melita Sports 1 - Нидерланды: Sport1, Sport1 HD - Польша: Canal+ Sport, Orange Sport - Португалия: Sport TV 1, Sport TV HD - Румыния: Boom Sport One - Россия: НТВ-Плюс Спорт, HD Спорт - Словения: Sport TV - Испания: Canal+, Canal+ Deportes, Cuatro - Турция: NTV, NTV Spor - Великобритания: Five - Латинская Америка: ESPN Latin America, DirecTV South America - Аргентина: Canal 7 - Бразилия: ESPN Brasil - Ямайка: CVM - Мексика: Cadena 3 - Панама: Cable Onda - Перу: CMD - Суринам: SCCN - Венесуэла: Sport Plus |